# Brill (wydawnictwo)
Koninklijke Brill NV – niderlandzkie wydawnictwo specjalizujące się w wydawaniu publikacji naukowych. Jego początki sięgają 1683 roku. Jego roczny program wydawniczy składa się z ponad 20 czasopism, 20 roczników i ok. 120 nowych tytułów książkowych.